# Поцелуйный обряд

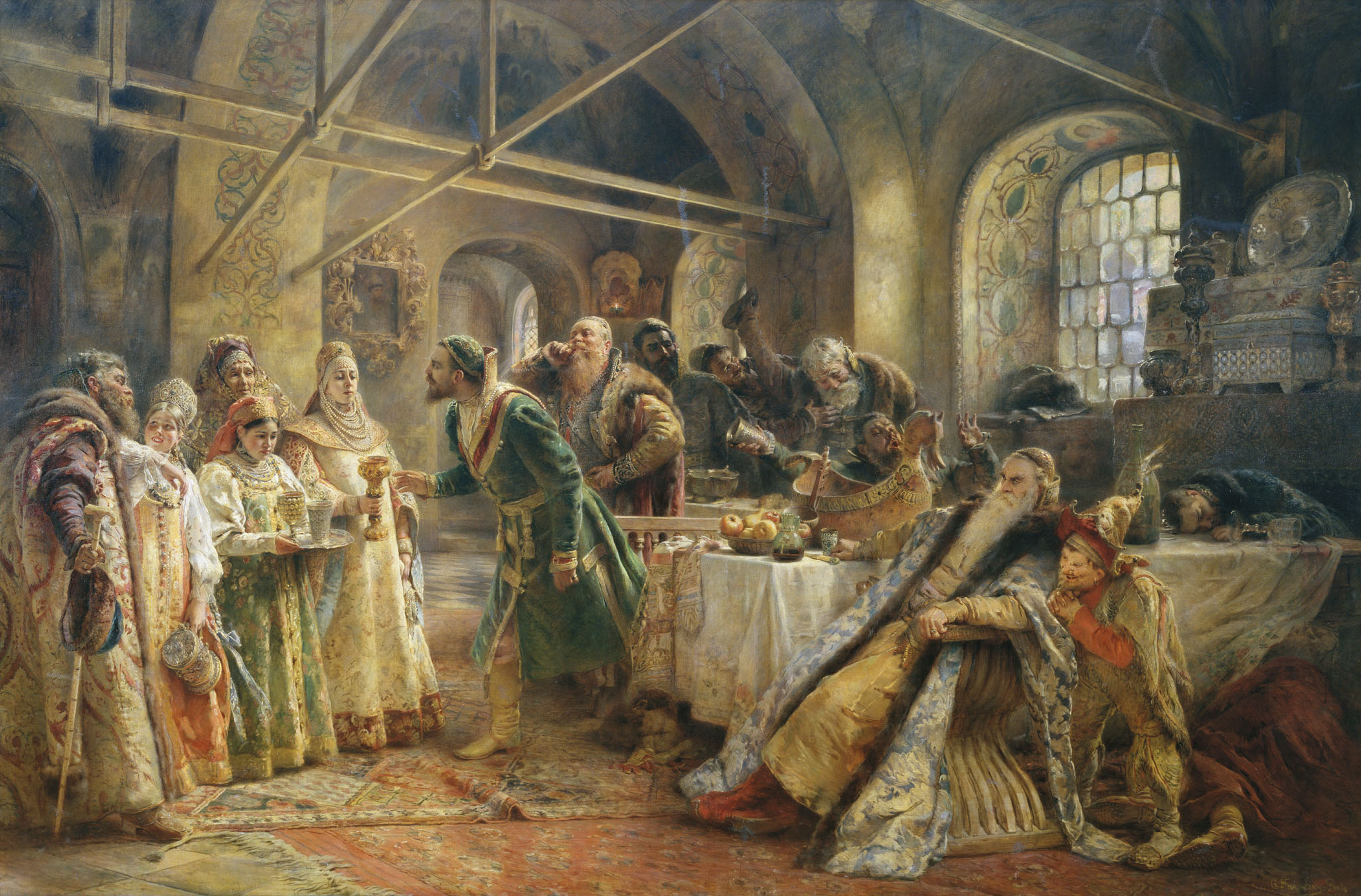
К. Е. Маковский «Поцелуйный обряд».
Хозяйка в жёлтом летнике держит в руке кубок. Гость в тафье и зелёном кафтане с воротником-козырем.

Поцелуйный обряд — обряд чествования гостей у «зажиточных московитян» в XVII веке.

## История
В XVI веке и ранее в России женщины из зажиточных семей жили достаточно закрыто, общаясь только с ближними родственниками. Церковь посещали по большим праздникам. По улицам перемещались в закрытых экипажах.
Поцелуйный обряд появился в России не ранее XVII века. После окончания застолья к гостям выходила жена или дочь хозяина дома, подносила гостям чарку напитка, и получала от гостя поцелуй в щёку.
Г. П. Успенский считает, что обряд мог быть заимствован у иностранцев, проживавших в России. Иван Забелин сравнивает его с «языческим поклонением».

## Описание
Барон Майерберг, побывавший в Москве в 1661 году, составил описание обряда. После окончания стола к гостям в сопровождении двух или трёх девок выходит в лучшей одежде жена хозяина дома. Прикоснувшись губами к кубку, она передаёт кубок с напитком гостю. Пока гость пьёт, хозяйка выходит в другую комнату и меняет там верхнюю одежду. В новой одежде она подносит кубок другому гостю. После того, как напиток был подан всем гостям, хозяйка, потупив глаза, встаёт к стене (или печи) и принимает поцелуй от всех гостей.
Таннер писал, что поцелуйный обряд проводился после усиленных просьб гостей, или для почитания особо важных гостей. Муж или отец просил гостя поцеловать жену или дочь в знак дружбы и любви. Муж одному из гостей, или своему благодетелю позволял разговаривать с женой в своё отсутствие.